# Дойч-Гориц
Дойч-Гориц (нем. Deutsch Goritz) — коммуна (нем. Gemeinde) в Австрии, в федеральной земле Штирия. 
Входит в состав округа Зюдостштайермарк.  Население составляет 1264 человека (на 31 декабря 2005 года). Занимает площадь 23,26 км². Официальный код  —  61502.

## Политическая ситуация
Бургомистр коммуны — Хайнрих Томшиц (АНП) по результатам выборов 2005 года.
Совет представителей коммуны (нем. Gemeinderat) состоит из 15 мест.
- АНП занимает 9 мест.
- СДПА занимает 3 места.
- местный список: 3 места.